# Villanueva de la Condesa
Villanueva de la Condesa és un municipi de la província de Valladolid a la comunitat autònoma espanyola de Castella i Lleó.

## Demografia
| 1991 | 1996 | 2001 | 2004 | 2006 |
| ---- | ---- | ---- | ---- | ---- |
| 54   | 44   | 41   | 44   | 43   |